# Redskins-szabály
A Redskins-szabály a Washington Commanders (korábbi nevén a Washington Redskins) amerikaifutball-csapat egyik mérkőzésének kimenetele és az amerikai elnökválasztás kimenetele közötti, viszonylag nagy megbízhatósággal működő összefüggése.

## Története
A Washington Redskins 1937-ben költözött Washingtonba. Azóta a 19 elnökválasztásból 17 alkalommal működött a következő szabály:
|  | „Amennyiben a Redskins az elnökválasztás előtti utolsó hazai mérkőzését megnyeri, akkor a hivatalban lévő párt jelöltje nyeri a választást (az előző elnökválasztás győztes pártja), ha a csapat kikap, akkor a másik párt jelöltje nyeri a választást.” |
|  | |

2004
2004-ben a szabály nem működött. Egy új értelmezése szerint a szabály értelmezése a következőre változott:
|  | „Ha a közvetlen szavazatok győztese nem nyeri meg a választást, akkor a következő választás előtt esedékes utolsó hazai Redskins-mérkőzés eredményét fel kell cserélni.” |
|  | |

2000-ben a demokrata Al Gore több szavazatot kapott, de mégsem lett elnök. Ezért 2004-ben a Redskins elvesztett mérkőzése azt jelentette, hogy a demokraták elvesztik a választást, és ez így is történt.
2012
A 2012-es választás előtt a Redskins kikapott a Carolina Panthers ellen november 4-én. Ezért a Redskins-szabály azt jelezte, hogy a hivatalban lévő Barack Obama veszít a kihívó Mitt Romney ellen, vagy Obama kevesebb közvetlen, de több elektori szavazatot kap. A hivatalban lévő Barack Obama azonban több elektori, és több közvetlen szavazatot is kapott, ezért 2012-ben már egyáltalán nem volt megfelelő a szabály.
1932, 1936
A szabályhoz nem számítják bele az 1932-es és 1936-os választásokat, amikor a Washington Redskins jogelődje Bostonban játszott, de az alábbi táblázat ezeket is tartalmazza.

## Eredmények
| Szín              |
| ----------------- |
| Demokrata Párt    |
| Republikánus Párt |

| Év                                      | Elnökválasztás Eredmény | Redskins (pont) | Ellenfél (pont)            | Redskins nyert vagy vesztett? | Hivatalban lévő párt jelöltje nyert vagy vesztett? | Szabály működött? | Közvetlen szavazatok győztese |
| --------------------------------------- | ----------------------- | --------------- | -------------------------- | ----------------------------- | -------------------------------------------------- | ----------------- | ----------------------------- |
| 2020                                    | Biden – Trump           | Commanders 25   | Dallas Cowboys 3           | nyert                         | vesztett                                           | igen              | Biden                         |
| 2016                                    | Clinton – Trump         | Redskins 27     | Philadelphia Eagles 20     | nyert                         | vesztett                                           | igen              | Clinton                       |
| 2012                                    | Obama – Romney          | Redskins 13     | Carolina Panthers 21       | vesztett                      | nyert                                              | nem               | Obama                         |
| 2008                                    | Obama – McCain          | Redskins 6      | Pittsburgh Steelers 23     | vesztett                      | vesztett                                           | igen              | Obama                         |
| 2004                                    | Bush – Kerry            | Redskins 14     | Green Bay Packers 28       | vesztett                      | nyert                                              | igen              | Bush                          |
| 2000                                    | Bush – Gore             | Redskins 21     | Tennessee Titans 27        | vesztett                      | vesztett                                           | igen              | Gore                          |
| 1996                                    | Clinton – Dole          | Redskins 31     | Indianapolis Colts 16      | nyert                         | nyert                                              | igen              | Clinton                       |
| 1992                                    | Clinton – Bush          | Redskins 7      | New York Giants 24         | vesztett                      | vesztett                                           | igen              | Clinton                       |
| 1988                                    | Bush – Dukakis          | Redskins 27     | New Orleans Saints 24      | nyert                         | nyert                                              | igen              | Bush                          |
| 1984                                    | Reagan – Mondale        | Redskins 27     | Atlanta Falcons 14         | nyert                         | nyert                                              | igen              | Reagan                        |
| 1980                                    | Reagan – Carter         | Redskins 14     | Minnesota Vikings 39       | vesztett                      | vesztett                                           | igen              | Reagan                        |
| 1976                                    | Carter – Ford           | Redskins 7      | Dallas Cowboys 20          | vesztett                      | vesztett                                           | igen              | Carter                        |
| 1972                                    | Nixon – McGovern        | Redskins 24     | Dallas Cowboys 20          | nyert                         | nyert                                              | igen              | Nixon                         |
| 1968                                    | Nixon – Humphrey        | Redskins 10     | New York Giants 13         | vesztett                      | vesztett                                           | igen              | Nixon                         |
| 1964                                    | Johnson – Goldwater     | Redskins 27     | Chicago Bears 20           | nyert                         | nyert                                              | igen              | Johnson                       |
| 1960                                    | Kennedy – Nixon         | Redskins 10     | Cleveland Browns 31        | vesztett                      | vesztett                                           | igen              | Kennedy                       |
| 1956                                    | Eisenhower – Stevenson  | Redskins 20     | Cleveland Browns 9         | nyert                         | nyert                                              | igen              | Eisenhower                    |
| 1952                                    | Eisenhower – Stevenson  | Redskins 23     | Pittsburgh Steelers 24     | vesztett                      | vesztett                                           | igen              | Eisenhower                    |
| 1948                                    | Truman – Dewey          | Redskins 59     | Boston Yanks 21            | nyert                         | nyert                                              | igen              | Truman                        |
| 1944                                    | Roosevelt – Dewey       | Redskins 14     | Cleveland Rams 10          | nyert                         | nyert                                              | igen              | Roosevelt                     |
| 1940                                    | Roosevelt – Willkie     | Redskins 37     | Pittsburgh Steelers 10     | nyert                         | nyert                                              | igen              | Roosevelt                     |
| 1937 előtti – nem washingtoni – időszak |                         |                 |                            |                               |                                                    |                   |                               |
| 1936                                    | Roosevelt – Landon      | Redskins 13     | Chicago Cardinals 10       | nyert                         | nyert                                              | igen              | Roosevelt                     |
| 1932                                    | Roosevelt – Hoover      | Braves 19       | Staten Island Stapletons 6 | nyert                         | vesztett                                           | nem               | Roosevelt                     |

1. 1 2  felcserélt szabállyal
2. ↑  Boston Redskins néven
3. ↑  Boston Braves néven